# MNM

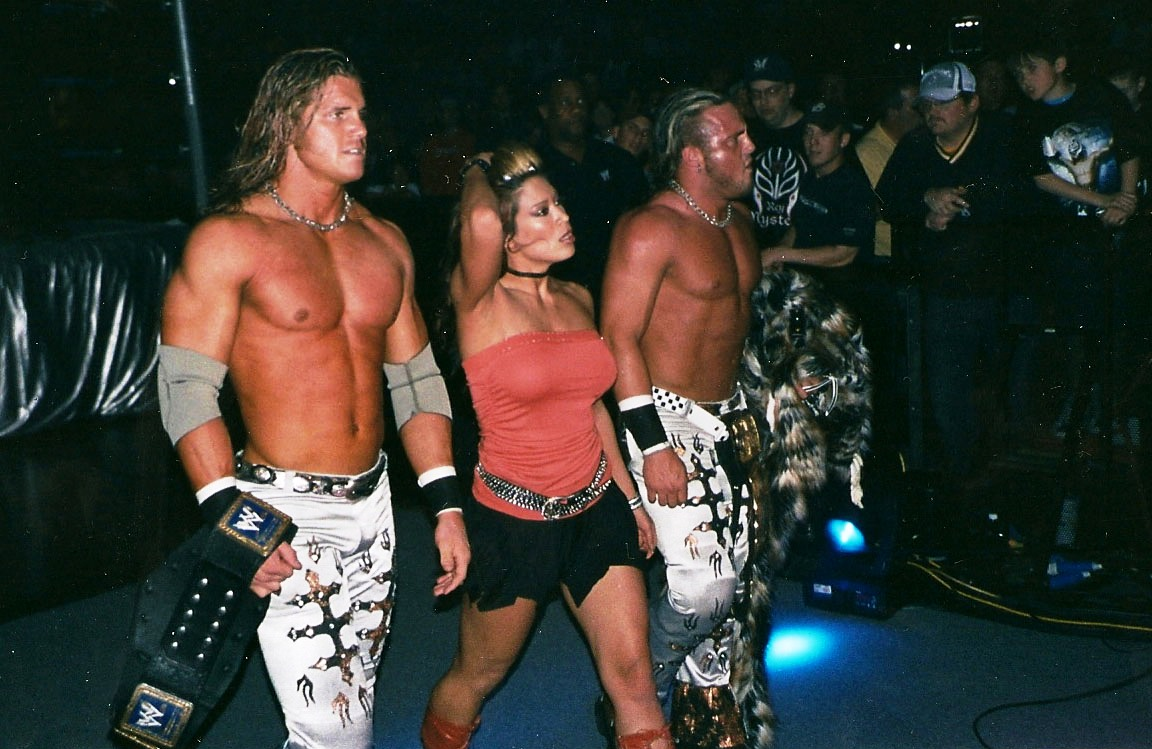
左からナイトロ、メリーナ、マーキュリー

MNM（エム・エヌ・エム）は、アメリカのプロレス団体WWEに登場した、プロレスラーのユニットの名称である。ユニットはジョーイ・マーキュリー、ジョニー・ナイトロ、およびマネージャー兼女子レスラーのメリーナの3人から構成される。
MNMというユニット名は、それぞれのリングネーム、Joey Mercury、Johnny Nitro、Melinaの頭文字に由来する（ただし、メリーナと2人の主従関係や、入場時に流れる映像から、メリーナ、ナイトロ、マーキュリーの順番であると推測することもできる）。ハリウッドのセレブというギミックである。一時期フィクサーとしてジリアンが加わっていたが、JBLにスカウトされるというアングルで脱退している。

## 概要
初登場は2005年、スマックダウン内でのカリート・カリビアン・クールによるインタビューから。レイ・ミステリオ&エディ・ゲレロからWWEタッグ王座を奪い、タッグ王座に君臨していた。
同年7月24日のグレート・アメリカン・バッシュでハイデンライク&ロード・ウォリアー・アニマルに敗れてタッグ王座から陥落した。
同年10月25日にサンフランシスコで行われたWWEタッグ王座決定戦で、再度タッグ王座に輝いた。同年12月16日にはバティスタ&レイ・ミステリオに敗れて再度王座流出した。
同年12月30日のスマックダウンにおいて、マーク・ヘンリーのサポートを受けながらバティスタ&レイ・ミステリオに勝利し、3度目の王座に輝いた。
2006年5月21日に開催されたジャッジメント・デイ2006でポール・ロンドン&ブライアン・ケンドリックに王座を奪われ、試合後マーキュリーとナイトロが乱闘となり、ナイトロとメリーナはスマックダウン解雇というアングルでRAWに登場した。
2007年3月をもってマーキュリーはWWEを解雇されたためMNMは解消されたかたちとなり、タッグチームを組んでいたナイトロとメリーナもメリーナが女子王座を獲得してシングルでの活動を認められ始めた頃から解消されていった。その後、ナイトロはケニー・ダイクストラをパートナーとしたが、トレードでナイトロはECWに、ダイクストラはスマックダウンに移籍となり、メリーナはRAWに残ったことでタッグとしての関係も完全に消滅した。

## 獲得タイトル
OVW
- OVW南部タッグ王座 : 1回

WWE
- WWEタッグ王座 : 3回